# Calabar Rovers FC
UNICEM-Rovers Football Club znany jako Calabar Rovers FC – nigeryjski klub piłkarski grający w drugiej lidze nigeryjskiej, mający siedzibę w mieście Calabar.

## Stadion
Domowe mecze klub rozgrywa na stadionie o nazwie U. J. Esuene Stadium w Calabar. Stadion może pomieścić 16000 widzów.

## Reprezentanci kraju grający w klubie od 1985 roku
Stan na styczeń 2023.
| - Emmanuel Ariwachukwu - Charles Bassey - Etim John Esin - Finidi George - Callistus Nwankwo | - John Ene Okon - Mfon Udoh - Nduka Ugbade - Bob Usim |